# レポマン
『レポマン』（原題：Repo Man）は、1984年制作のアメリカ合衆国のSF映画。アレックス・コックス監督のデビュー作品。

## あらすじ
ロサンゼルス。パンクの青年オットーは勤めていたスーパーマーケットを解雇され、家族からは疎んじられ、悶々とした日々を過ごしていた。ある日、オットーは借金のカタとして自動車を回収する業者＝レポマンのバッドという男と知り合い、自分もレポマンになる事を決める。
ある日、1台の車に高額の懸賞金がかけられ、オットーたちは色めき立つ。商売仇との駆け引きの末、車の回収に成功したオットーたちであったが、その車には何と宇宙人の死体が積まれていた。オットーたちは政府の手先の組織から狙われるはめになる。

## キャスト
- オットー：エミリオ・エステベス
- バッド：ハリー・ディーン・スタントン
- ミラー：トレイシー・ウォルター[3]
- レイラ：オリヴィア・バラッシュ
- ライト：サイ・リチャードソン
- ロジャース：スーザン・バーンズ
- パーネル：フォックス・ハリス
- デビー：ジェニファー・バルゴリン
- デューク：ディック・ルード
- ラガルト・ロドリゲス：デル・サモラ
- ナポ・ロドリゲス：エディ・ベレス
- アーチー：ミゲル・サンドバル

## 本作のファンや後の作品に与えた影響
アニメ監督の渡辺信一郎が『映画秘宝』と『オトナアニメ』の合同インタビュー本で、ドン・シーゲル『ダーティハリー』とロバート・クローズ『燃えよドラゴン』を別格の2本とした上で、「自身のベスト10（「禍々しい映画」10本）」として本作を入れている。